# Igreja e Convento Nossa Senhora do Carmo (Vitória)

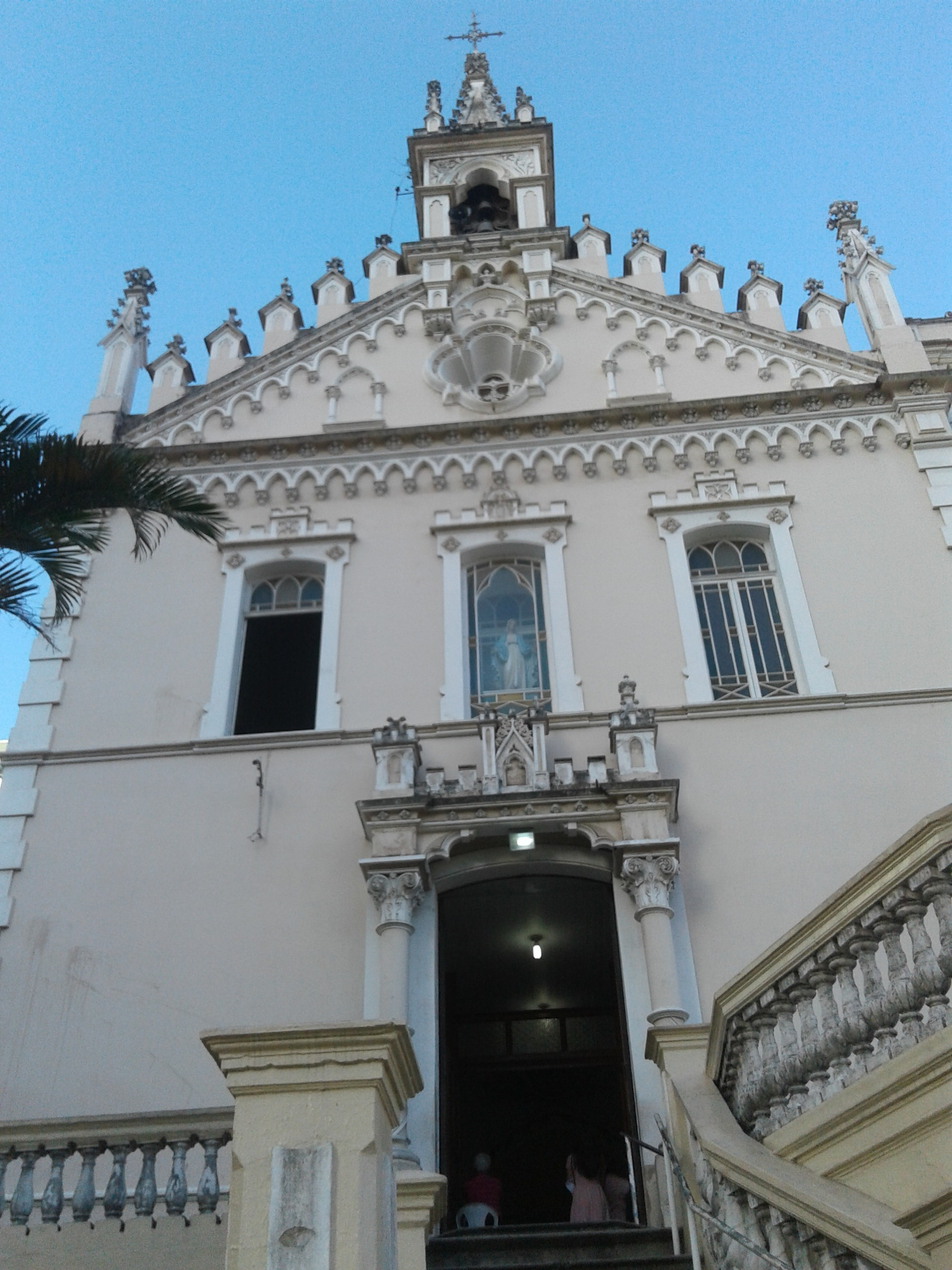
Fachada da Igreja do Carmo em 2016.

O Convento de Nossa Senhora do Monte do Carmo é um templo católico fundado em 1682 na cidade de Vitória, capital do Espírito Santo.

## Fundação
No século XVII, o então donatário da Capitania do Espírito Santo, Francisco Gil de Araújo, convidou padres carmelitas para se estabelecerem na capitania, doando para eles um grande terreno no que era então as proximidades da Vila de Vitória. Ali eles se estabeleceram por volta de 1675, e começaram a construção do que se tornaria a igreja e o convento de Nossa Senhora do Carmo, em 1682.
Originalmente o conjunto era formado pelo convento, pela Igreja de Nossa Senhora do Monte do Carmo e pela Capela da Ordem Terceira. Todos possuíam estilo colonial, com linhas barrocas. 

## Visita de Dom Pedro II
Em janeiro de 1860, o Imperador do Brasil, Dom Pedro II, iniciou uma visita pelo Espírito Santo. Nessa viagem, foi acompanhado pelo fotógrafo francês Jean Victor Frond, que foi o responsável por registrar as primeiras fotografias do Espírito Santo.
 

Durante essa viagem, Dom Pedro II teve a oportunidade de visitar a Igreja e o Convento do Carmo, além da Capela da Ordem Terceira. Sobre o local, ele anotou em seu diário: 
Boa Igreja. Convento arruinado; mas as paredes boas. Tem num dos lados o corpo da Polícia que só tem 30 praças e 7 agora no Quartel. Não lhes dão roupa branca, e capote. Por autorização do Presidente não há na tabela 18$ por mês de soldo, 20 para fardamento, 800 $ diários para etapa. Estrebaria começada para 2 ou 3 cavalos, mas a Assembléia não autorizou a criação desses soldados de cavalaria. Capela dos 3os ao lado da Igreja do Convento; a mais bonita que visitei. 

## Outras ocupações
Como demonstram as anotações do Imperador, o Convento do Carmo teve ocupações diferentes durante a sua existência. Já em 1860 era ocupado por um Corpo da Polícia. Em 1872 o governo provincial teria assumido o edifício de vez, mantendo ali a utilização como quartel militar.
Porém, com a criação do Bispado do Espírito Santo em 1896, o edifício retornou para a administração da Igreja Católica, que passou a instalar ali instituições de educação: "o Ateneu Diocesano, que acabou sendo transferido para o Convento da Penha, e o Colégio de Nossa Senhora Auxiliadora, que perdurou até a década de 1960".
Este último foi administrado por Filhas de Caridade de São Vicente de Paulo, que assumiram o convento a partir de 1900, que assumiram o trabalho de reformar o edifício para sua nova ocupação educacional. 

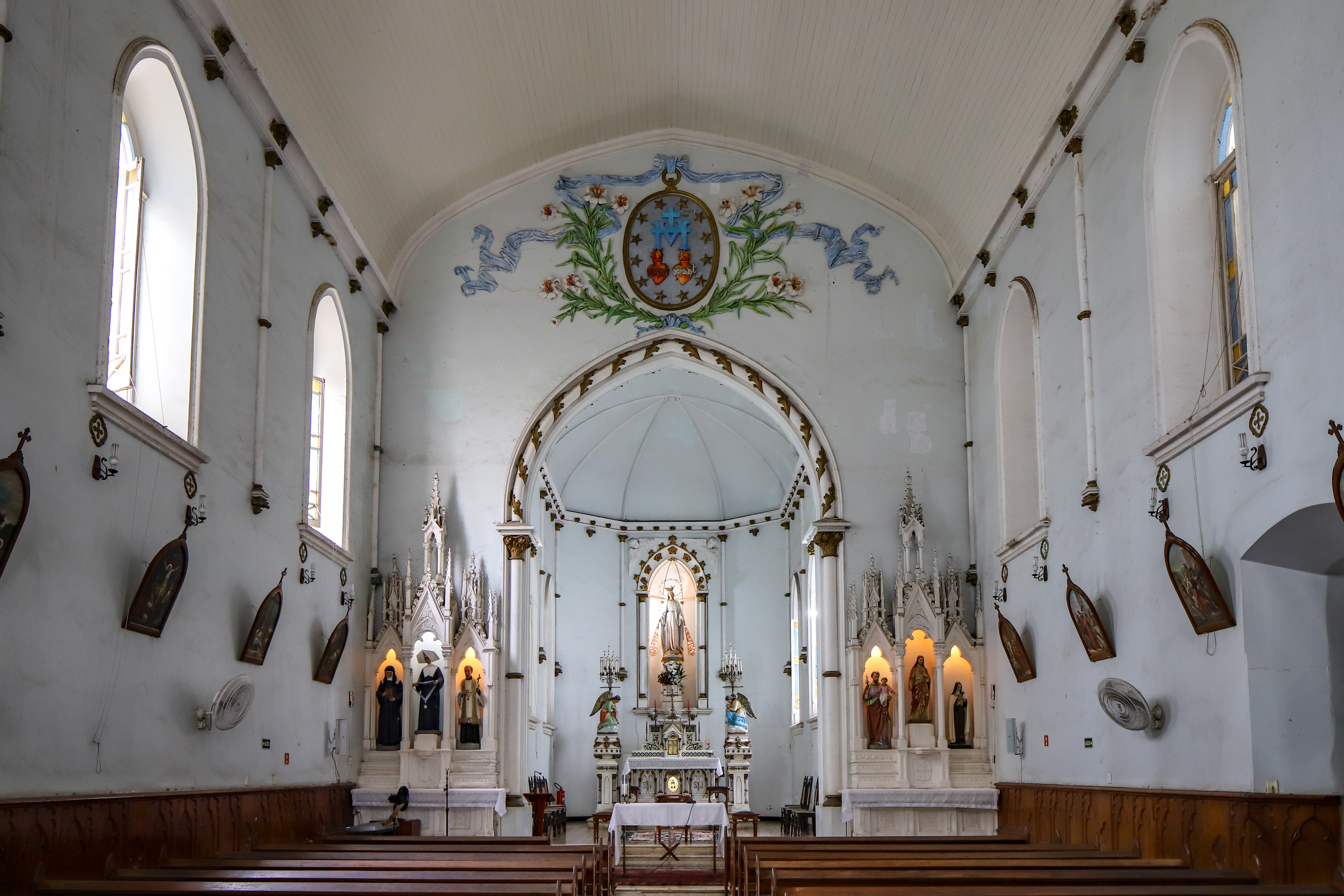
Interior da Igreja de Nossa Senhora do Carmo em 2019, após restauração.

## Modificações, reformas e restauros
O conjunto de edifício sofreu modificações e reformas ao longo do tempo: em 1910 passou por uma grande reforma e foi construído um novo andar; em 1913 a fachada é totalmente descaracterizada por uma reforma que apaga os traços barrocos e cria uma nova fachada em estilo neogótico que se mantêm até os dias atuais.
No altar da igreja foi enterrado no ano de 1916 Fernando de Souza Monteiro, bispo do Espírito Santo, membro da Academia Espírito-Santense de Letras, e também responsável por permitir as modificações que foram feitas pelas vicentinas no edifício do Convento do Carmo. Sua lápide ainda pode ser vista no local.
As irmãs vicentinas também realizaram a construção de um novo pavimento, ampliando assim o espaço para o colégio que administravam no local. Elas também foram responsáveis por outra alteração importante: a demolição, em 1930, da capela da Ordem Terceira, que ficava na lateral do convento e que foi elogiada por Dom Pedro II como a mais bonita que ele havia visitado em Vitória. 

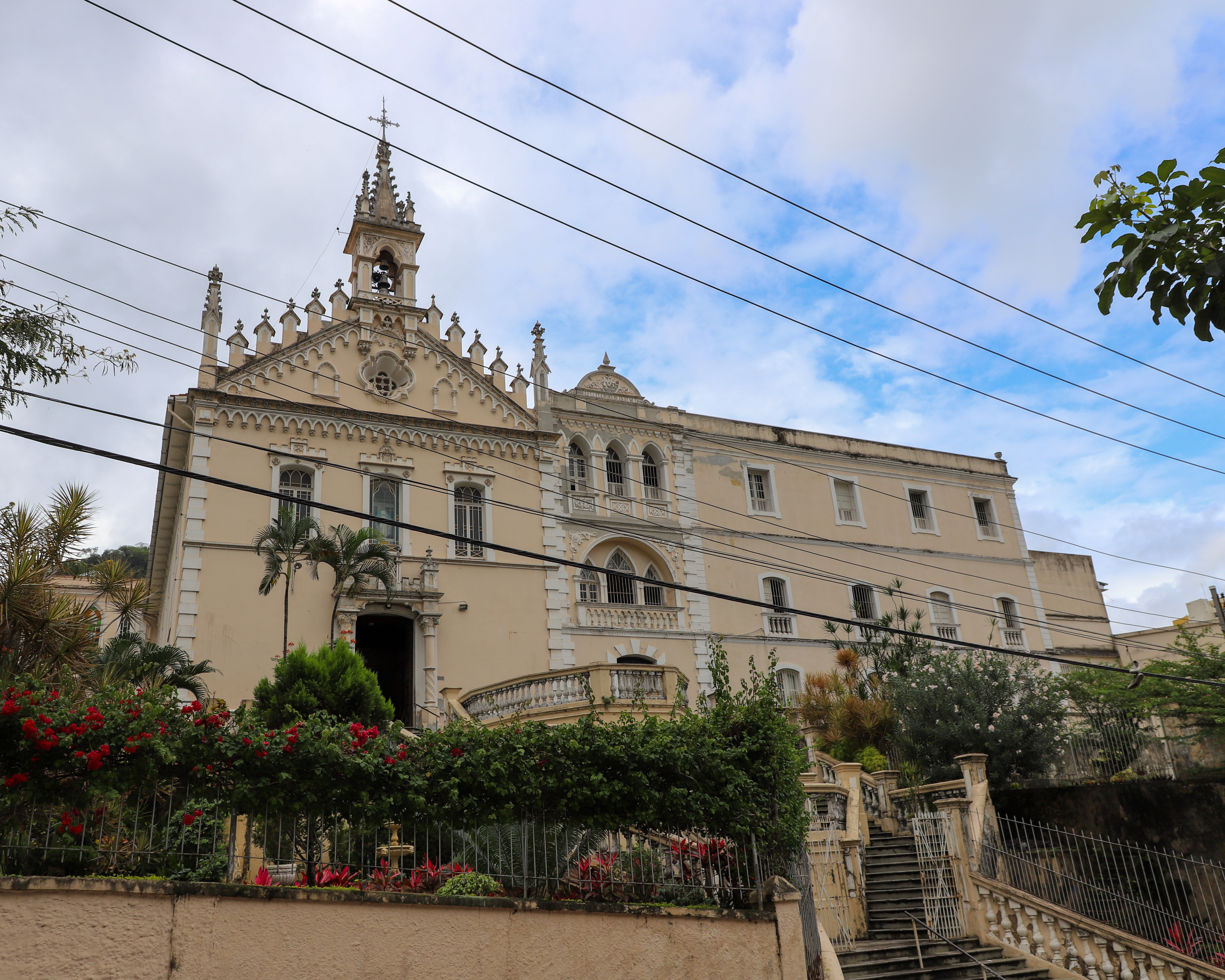
Fachada da Igreja e do Convento de Nossa Senhora do Carmo em 2019, tombada pelo Conselho Estadual de Cultura em 1984.

A fachada do templo foi tombada pelo Conselho Estadual de Cultura em 1984.
Tanto a fachada quanto o interior da igreja passaram por algumas restaurações. A mais recente delas foi iniciada em 2017 e comandada pela Mitra Arquidiocesana de Vitória, com o foco principal na manutenção do teto e do telhado da edificação.
Em 2018, quando foi reaberta ao público após processo levou ao retorno dos detalhes coloridos na parte superior da igreja.

## Visitação
Em 2006, a Igreja e Convento de Nossa Senhora do Carmo entrou para o Visitar, um projeto da Prefeitura Municipal de Vitória, em conjunto com o Instituto Goia, que abriu as portas dos patrimônios do Centro Histórico de Vitória para visitação. Os patrimônios que fazem parte do Visitar são:
- Catedral Metropolitana de Vitória
- Igreja de Nossa Senhora do Rosário
- Convento de São Francisco
- Convento de Nossa Senhora do Carmo
- Igreja de São Gonçalo